# Список соборів України
Це список соборів України — кафедральних храмів (храмів, в якомих є єпископська кафедра і де зазвичай служить єпископ).
У православ'ї також собором називається церква, де ця кафедра коли-небудь була, а також головна церква монастиря.

### Головні собори конфесій
| № | Найменування                                                      | Світлина                                                          | Датування         | Розташування                           | Короткі відомості                          |
| 1 | Собор святої Софії                                                |                                                                   | середина XI ст.   | м. Київ, Софіївська площа              | КПЦ (нині музей)                           |
| 2 | Михайлівський Золотоверхий собор                                  |                                                                   | 1113 р. (1998 р.) | м. Київ, вул. Трьохсвятительська, 8    | ПЦУ                                        |
| 3 | Катедральний собор на честь Воскресіння Христового                |                                                                   | будується з 2007  | м. Київ, Залізничне шосе, 3            | УПЦ (МП)                                   |
| 4 | Патріарший собор Воскресіння Христового                           |                                                                   | 2013              | м. Київ, вул. Микільсько-Слобідська, 5 | УГКЦ                                       |
| 5 | Андріївська церква                                                |                                                                   | 1767              | м. Київ, Андріївський узвіз, 23        | Ставропігія Вселенського патріарха в Києві |
| 6 | Архікафедральна базиліка Успіння Пресвятої Діви Марії             |                                                                   | 1493              | м. Львів, пл. Катедральна, 1           | РКЦ                                        |
| 7 | Катедральний собор Успіння Пресвятої Богородиці                   | Катедральний собор Успіння Пресвятої Богородиці                   | 1370              | м. Львів, вул. Вірменська, 7           | ВАЦ                                        |
| 8 | Кафедральний собор Воздвиження Святого Хреста                     |                                                                   |                   | м. Ужгород, пл. Бачинського, 1         | МГКЄ                                       |
| 9 | Центральний лютеранський катедральний собор України Святого Павла | Центральний лютеранський катедральний собор України Святого Павла | 1897              | м. Одеса, вул. Новосельського, 68      | НЄЛЦ                                       |

### Собори Православної Церкви України
| №  | Найменування                                  | Світлина                            | Датування | Розташування                                                    | Короткі відомості |
| 1  | Володимирський собор                          |                                     | 1896      | м. Київ, бул. Тараса Шевченка, 20                               |                   |
| 2  | Собор Георгія Переможця                       |                                     | 1701 р.   | м. Київ, вул. Видубицька, 40                                    |                   |
| 3  | Катедральний собор Святої Трійці              |                                     | 1755 р.   | м. Луцьк, Градний узвіз, 1                                      |                   |
| 4  | Спасо-Преображенський Катедральний Собор      |                                     | 1779 р.   | м. Вінниця, вул. Соборна, 21                                    |                   |
| 5  | Катедральний Собор Різдва Христового          |                                     | 1755 р.   | м. Володимир, вул. Миколаївська, 20                             |                   |
| 6  | Михайлівський собор                           |                                     | 1088 р.   | м. Київ, вул. Видубицька, 40                                    |                   |
| 7  | Свято-Михайлівський собор                     |                                     | 1856 р.   | м. Житомир, вул. Київська, 18                                   |                   |
| 8  | Свято-Воскресенський катедральний собор       |                                     | 1702 р.   | м. Суми, майдан Незалежності, 19                                |                   |
| 9  | Катедральний собор Стрітення Господнього      |                                     | 1889 р.   | м. Херсон, вул. Василя Стуса, 45                                |                   |
| 10 | Свято-Преображенський собор                   |                                     | XVIII ст. | м. Кременець, вул. Ліцейна, 1                                   |                   |
| 11 | Свято-Успенський собор                        |                                     | 1680 р.   | м. Полтава, пл. Соборна, 3                                      |                   |
| 12 | Свято-Покровський катедральний собор          |                                     | 2001 р.   | м. Рівне, вул. Соборна, 6                                       |                   |
| 13 | Собор Борщівської ікони Пресвятої Богородиці  |                                     | 2006 р.   | м. Борщів, вул. Шевченка                                        |                   |
| 14 | Свято-Троїцький собор                         |                                     | 2008 р.   | смт. Підволочиськ, вул. Патріарха Мстислава                     |                   |
| 15 | Святопокровський катедральний собор           | Святопокровський катедральний собор | 1745      | м. Львів, вул. Грушевського, 2                                  |                   |
| 16 | Собор Різдва Пресвятої Богородиці             |                                     | 2011      | м. Конотоп, перетин вулиць Братів Лузанів і Успенсько-Троїцької |                   |
| 17 | Свято-Успенський собор                        |                                     | 2002      | м. Долина                                                       |                   |
| 18 | Свято-Успенський собор Києво-Печерської лаври |                                     | 1078 р.   | м. Київ, вул. Лаврська, 15                                      |                   |
| 19 | Спасо-Преображенський катедральний собор      |                                     | 1839 р.   | м. Біла Церква, пл. Соборна                                     |                   |
| 20 | Трапезний собор                               |                                     | 1893-1895 | м. Київ, вул. Івана Мазепи, 25                                  |                   |
| 21 | Спасо-Преображенський собор                   |                                     | 1033 р.   | м. Чернігів                                                     |                   |
| 22 | Свято-Троїцький собор                         |                                     | 1695      | м. Чернігів                                                     |                   |
| 23 | Успенський (Юріївський) собор                 |                                     | 1144 р.   | м. Канів, вул. Героїв Небесної Сотні, 62                        |                   |

### Собори Української Греко-Католицької Церкви
| №  | Найменування                                                     | Світлина                                                         | Датування | Розташування                            | Короткі відомості |
| 1  | Архикатедральний собор Святого Воскресіння                       |                                                                  | 1763      | м. Івано-Франківськ, пл. Шептицького, 6 |                   |
| 2  | Архикатедральний собор святого великомученика Юрія               |                                                                  | 1762      | м. Львів, пл. Святого Юра, 5            |                   |
| 3  | Архикатедральний собор Непорочного Зачаття Пресвятої Богородиці  |                                                                  | 1779      | м. Тернопіль, вул. Сагайдачного, 14     |                   |
| 4  | Собор Вишгородської Богородиці                                   | Собор Вишгородської Богородиці                                   | 2005      | м. Вишгород, вул. Старосільська, 9      |                   |
| 5  | Катедральний собор Покрови Пресвятої Богородиці                  | Катедральний собор Покрови Пресвятої Богородиці                  | 2003      | м. Донецьк, просп. Васнецова, 2         |                   |
| 6  | Катедральний собор Пресвятої Трійці                              | Кафедральний собор Пресвятої Трійці                              | 1690      | м. Дрогобич, вул. Трускавецька, 2       |                   |
| 7  | Собор Зарваницької Божої Матері                                  | Собор Зарваницької Божої Матері                                  | 2000      | с. Зарваниця, Тернопільська область     |                   |
| 8  | Катедральний Собор Преображення Христового                       | Катедральний Собор Преображення Христового                       | 2004      | м. Коломия, вул. Театральна, 31         |                   |
| 9  | Собор Різдва Пресвятої Богородиці                                |                                                                  |           | м. Луцьк, вул. Львівська, 1             |                   |
| 10 | Прокатедральний собор Благовіщення Пресвятої Богородиці          | Собор Благовіщення Пресвятої Богородиці                          |           | м. Надвірна, вул. Соборна, 3            |                   |
| 11 | Прокатедральний собор Покрова Пресвятої Богородиці               |                                                                  | 2011      | м. Самбір, вул. Івана Франка, 23        |                   |
| 12 | Катедральний собор святих Первоверховних апостолів Петра і Павла | Катедральний собор святих Первоверховних апостолів Петра і Павла | 1909      | м. Сокаль, вул. Шептицького, 103        |                   |
| 13 | Катедральний собор Успіння Пресвятої Богородиці                  | Катедральний собор Успіння Пресвятої Богородиці                  | 1608      | м. Стрий, вул. Успенська, 16            |                   |
| 14 | Співкатедральний собор Успіння Пресвятої Богородиці              |                                                                  | 1820      | м. Чернівці, вул. Руська, 28            |                   |
| 15 | Катедральний собор верховних апостолів Петра і Павла             |                                                                  | 2001      | м. Чортків, вул. Шевченка, 25           |                   |

### Собори Римо-Католицької Церкви
| № | Найменування                                            | Світлина                                     | Датування | Розташування                                 | Короткі відомості |
| 1 | Катедральний костел святої Софії                        |                                              | 1746      | м. Житомир, пл. Замковий Майдан, 2           |                   |
| 2 | Прокатедральний собор-Санктуарій Бога Отця Милосердного | Прокафедральний собор Бога Отця Милосердного | 2004      | м. Запоріжжя, вул. Заводська, 21             |                   |
| 3 | Катедральний собор святих Апостолів Петра і Павла       |                                              | 1375      | м. Кам'янець-Подільський, вул. Татарська, 20 |                   |
| 4 | Прокатедральний собор святого Олександра                | Прокафедральний костел святого Олександра    | 1842      | м. Київ, вул. Костельна, 17                  |                   |
| 5 | Катедральний собор святих Апостолів Петра і Павла       |                                              | 1639      | м. Луцьк, вул. Катедральна, 6                |                   |
| 6 | Катедральний собор святого Мартина з Туру               |                                              | 1905      | м. Мукачево, вул. Миру, 2                    |                   |
| 7 | Катедральний собор Успіння Пресвятої Діви Марії         | Кафедральний собор діви Марії                | 1853      | м. Одеса, вул. Катерининська, 33             |                   |
| 8 | Катедральний собор Успіння Пресвятої Діви Марії         |                                              | 1891      | м. Харків, вул. Гоголя, 4                    |                   |

### Собори Української Православної Церкви МП
| №  | Найменування                                  | Світлина | Датування                                          | Розташування                                          | Короткі відомості |
| 1  | Свято-Успенський собор                        |          | наприкінці XIX – початку XX вв., освячений 1915 р. | м. Балта, вул. Ломоносова, 30                         |                   |
|    |                                               |          |                                                    |                                                       |                   |
| 4  | Успенський собор                              |          | 1160 р.                                            | м. Володимир, вул. Соборна, 25                        |                   |
| 5  | Трьоханастасіївский катедральний собор        |          | 1884-1897                                          | м. Глухів, вул. Спаська, 2                            |                   |
| 6  | Спасо-Преображенський катедральний собор      |          | 1835 р.                                            | м. Дніпро, пл. Соборна                                |                   |
| 7  | Спасо-Преображенський катедральний собор      |          | 2006 р.                                            | м. Донецьк, вул. Артема, 1                            |                   |
| 8  | Свято-Преображенський катедральний собор      |          | 1874                                               | м. Житомир, вул. Перемоги, 12                         |                   |
|    |                                               |          |                                                    |                                                       |                   |
| 11 | Пантелеймонівський собор                      |          | 1914 р.                                            | м. Київ, вул. Академіка Лебедєва, 19                  |                   |
|    |                                               |          |                                                    |                                                       |                   |
| 13 | Собор Різдва Богородиці                       |          | 1763 р.                                            | м. Козелець, вул. Родини Богомольців, 1               |                   |
| 14 | Вознесенський катедральний собор              |          | 1824-1846                                          | м. Конотоп, вул. Володимира Великого, 20              |                   |
| 15 | Святоволодимирський катедральний собор        |          | 2006 р.                                            | м. Луганськ, вул. Плеханова, 44                       |                   |
| 16 | Миколаївський собор                           |          | 1650-і р.                                          | м. Ніжин, вул. Батюка, 16                             |                   |
| 17 | Успенський собор Почаївської лаври            |          | 1783 р.                                            | м. Почаїв, пл. Возз'єднання                           |                   |
| 18 | Надбрамний Покровський собор                  |          | XVII ст.                                           | Путивльський район, с. Нова Слобода, Софіївська площа |                   |
| 19 | Троїцький собор                               |          | 1781 р.                                            | м. Новомосковськ, пл. Перемоги, 1                     |                   |
| 20 | Спасо-Преображенський катедральний собор      |          | 1808 р.                                            | м. Одеса, пл. Соборна, 3                              |                   |
| 21 | Покровський катедральний собор                |          | 1753-1768                                          | м. Охтирка, вул. Пушкіна, 1                           |                   |
| 22 | Володимирський собор                          |          | 1891 р.                                            | м. Севастополь (Херсонес)                             |                   |
| 23 | Спасо-Преображенський катедральний собор      |          | 1776-1778                                          | м. Суми, вул. Соборна, 31                             |                   |
| 24 | Успенський собор                              |          | 1657 р.                                            | м. Харків, вул. Університетська, 11                   |                   |
| 25 | Благовіщенський собор                         |          | 1901 р.                                            | м. Харків, пл. Благовіщенська, 1                      |                   |
| 26 | Покровський собор                             |          | 1689 р.                                            | м. Харків, вул. Університетська, 8                    |                   |
|    |                                               |          |                                                    |                                                       |                   |
| 28 | Троїцький собор Почаївської лаври             |          | 1912 р.                                            | м. Почаїв, пл. Возз'єднання                           |                   |
| 29 | Спасо-Преображенський собор Почаївської лаври |          | 2013 р.                                            | м. Почаїв, пл. Возз'єднання                           |                   |
| 30 | Свято-Покровський катедральний собор          |          | 2007 р.                                            | м. Запоріжжя, просп. Соборний, 37                     |                   |

### Древлеправославна Церква України
| № | Найменування     | Світлина | Датування | Розташування                         | Короткі відомості |
| 1 | Успенський собор |          | 1908      | с. Біла Криниця, Чернівецька область |                   |

### Російська істинно-православна церква
| № | Найменування                                                     | Світлина | Датування | Розташування                | Короткі відомості |
| 1 | Катедральний собор Святого Праведного отця Йоана Кронштадтського |          | ?         | м. Одеса, пров. Удільний, 1 |                   |